# Medaglia Florence Nightingale
La Medaglia Florence Nightingale è un'onorificenza infermieristica internazionale, di tipo civile e militare, assegnata con periodicità biennale. 
Il Comitato Internazionale della Croce Rossa istituì la Florence Nightingale Medal nel 1912; da allora viene assegnato dai presidenti delle società nazionali della Croce Rossa e dai Capi di Stato.
Le motivazioni che accompagnano il conferimento della medaglia sono:
- "Eccezionale coraggio e devozione per i feriti, malati o disabili o per le vittime civili di un conflitto o di un disastro".

- "Servizi esemplari o uno spirito creativo e pionieristico nei settori della sanità pubblica o dell'educazione infermieristica".

## Storia
Inizialmente la medaglia fu istituita per essere assegnata annualmente a sei infermiere, anche se le prime 42 medaglie furono assegnate solo nel 1920 a causa dei disordini della prima guerra mondiale.
Riservata alle donne fino al 1991, da tale data una modifica del regolamento ha inclusi tra i destinatari anche gli uomini. 

## Descrizione
Di forma vesica piscis (a mandorla), l'immagine sulla medaglia è un ritratto di Florence Nightingale. Sono incise le parole: Ad memoriam Florence Nightingale 1820-1910. Sul retro vengono incisi il nome del destinatario e la data di presentazione della medaglia, circondati dalla scritta Pro vera misericordia e cara humanitate perennis décor universalis.